# Tác động môi trường của dược phẩm và các sản phẩm chăm sóc cá nhân

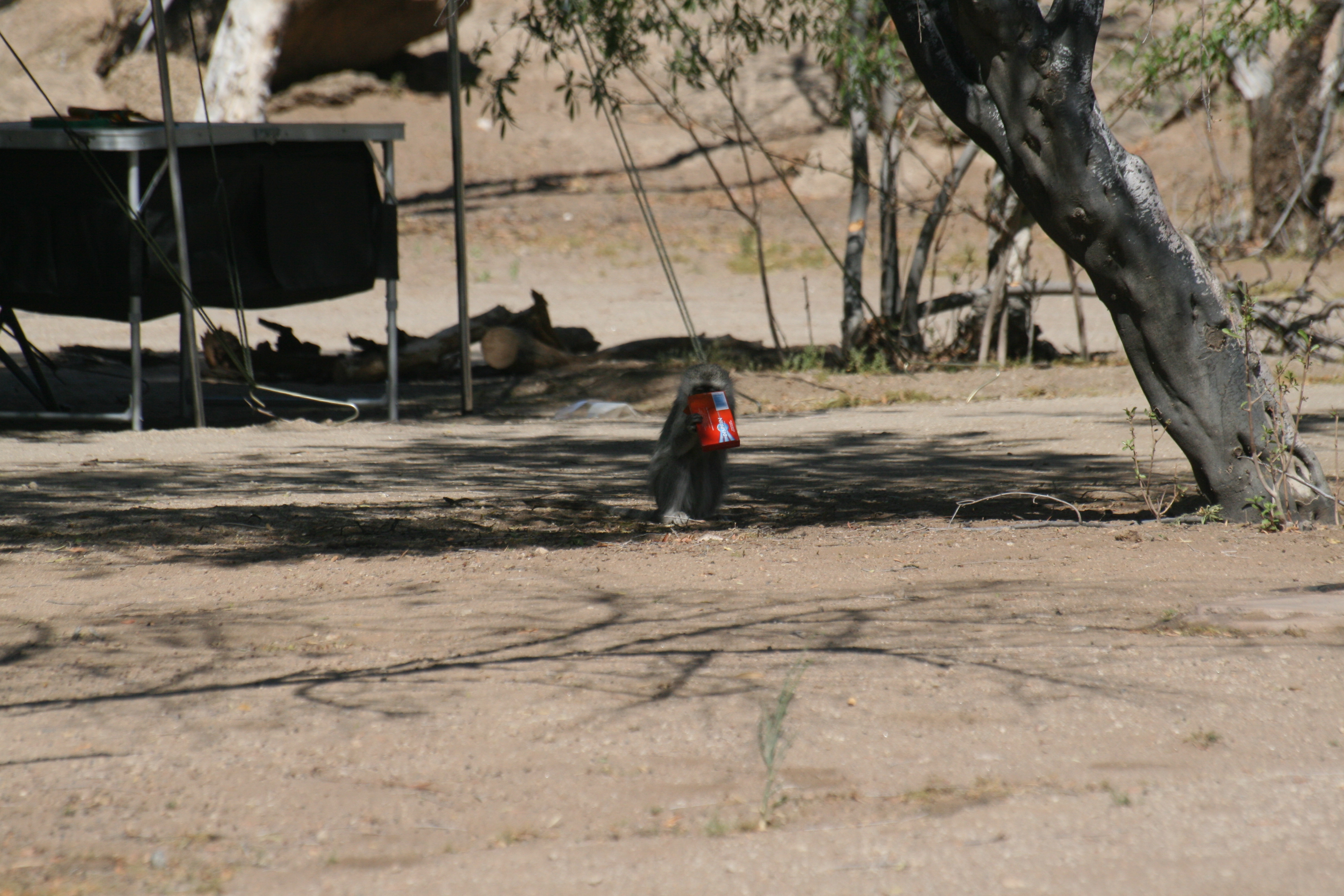
Một con khỉ với một hộp thuốcaspirin vì không được cất giữ an toàn.

Tác động môi trường của dược phẩm và các sản phẩm chăm sóc cá nhân (PPCPs) phần lớn là suy đoán. PPCPs là các chất do các cá nhân sử dụng vì lý do sức khoẻ cá nhân hoặc vì lý do thẩm mỹ và các sản phẩm được sử dụng bởi kinh doanh nông nghiệp (KDNN) để thúc đẩy tăng trưởng hoặc sức khoẻ của gia súc. PPCP đã được phát hiện ở các vùng nước trên khắp thế giới. Tác động của các hóa chất này đối với con người và môi trường vẫn chưa được biết, nhưng cho đến nay vẫn chưa có bằng chứng khoa học nào cho thấy chúng ảnh hưởng đến sức khoẻ con người . Thuật ngữ PPCPs cũng chứa cả các chất dược phẩm ô nhiễm môi trường lâu dài (EPPP). Liên minh châu Âu tổng kết dư lượng dược phẩm với tiềm năng nhiễm bẩn nước và đất cùng với các vi chất ô nhiễm nhỏ khác dưới các chất "ưu tiên".

## Tổng quát
Kể từ những năm 1990, việc ô nhiễm nước bằng dược phẩm là một vấn đề môi trường đáng lo ngại . Hầu hết các dược phẩm được lưu giữ trong môi trường thông qua việc tiêu thụ và bài tiết của con người và thường được lọc bởi các nhà máy xử lý nước thải không được thiết kế để quản lý chúng. Một khi đã có trong nước, chúng có thể có những ảnh hưởng đa dạng, tinh tế đối với sinh vật, mặc dù nghiên cứu còn hạn chế. Dược phẩm cũng có thể được lưu giữ trong môi trường thông qua việc loại bỏ không đúng cách, thải ra từ phân bùn và nước tưới tiêu và nước thải bị rò rỉ . Năm 2009 một báo cáo điều tra của thông tấn xã Associated Press kết luận rằng các nhà sản xuất Mỹ đã thải hợp pháp 271 triệu pound các hợp chất được sử dụng làm thuốc trong môi trường, trong đó 92 phần trăm là hóa chất công nghiệp phenol và hydrogen peroxide, cũng được sử dụng là chất khử trùng. Không thể phân biệt giữa các loại thuốc do các nhà sản xuất thải ra như là chống đối công nghiệp dược phẩm. Nó cũng cho thấy rằng khoảng 250 triệu pounds dược phẩm và bao bì bị ô nhiễm đã bị các bệnh viện và cơ sở chăm sóc lâu dài vứt đi. Song song đó, Liên minh châu Âu (EU) là những nước tiêu thụ lớn thứ hai trên thế giới (24% tổng số thế giới) sau Mỹ và ở phần lớn các nước thành viên EU, khoảng 50% các sản phẩm thuốc chưa qua sử dụng của con người không được thu gom để được phế thải đúng cách. Ở EU khoảng từ 30 đến 90% liều dùng để uống được ước tính là thải trừ dưới dạng chất hoạt tính trong nước tiểu.
Thuật ngữ các chất gây ô nhiễm môi trường dược phẩm lâu dài (EPPP) được đề xuất trong năm 2010 đề cử dược phẩm và môi trường như là một vấn đề mới nổi lên đối với Tiếp cận chiến lược về Quản lý Hóa chất Quốc tế (SAICM) bởi Hiệp hội quốc tế các bác sĩ môi trường (ISDE).

## Các loại
"Dược phẩm", thuốc theo toa và mua thẳng tại quầy bán cho con người hoặc các mục đích kinh doanh về thú y hoặc nông nghiệp, là các PPCPs phổ biến được tìm thấy trong môi trường. Các thuốc kháng sinh, thuốc bổ (phụ thêm vào thức ăn ví dụ, vitamin), chất bổ sung và thuốc tăng cường tình dục thuộc vào nhóm này. "Các sản phẩm chăm sóc cá nhân" có thể bao gồm mỹ phẩm, nước hoa, sản phẩm chăm sóc kinh nguyệt, kem dưỡng da, dầu gội đầu, xà phòng, kem đánh răng và kem chống nắng. Các sản phẩm này thường đi vào môi trường khi đi qua hoặc rửa từ cơ thể và rơi xuống mặt đất hoặc đường ống cống, hoặc khi xử lý trong thùng rác, bồn chứa nước thải (bể phốt, bể tự hoại) hoặc hệ thống nước thải.
Dấu vết của các loại thuốc bất hợp pháp có thể được tìm thấy trong đường thủy.